# Pian (enfermedad)
Pian, yaws, buba, guiñada, framboesia, frambesia trópica, polipapiloma tropicum o thymosis 
es una infección tropical de la piel, los huesos y las articulaciones, causada por la espiroqueta Treponema pallidum pertenue. Es, por lo tanto, una treponematosis, junto con las otras enfermedades causadas por treponemas: el bejel (Treponema pallidum endemicum), la pinta (Treponema carateum), y la sífilis (Treponema pallidum pallidum).

## Historia
Pian es la más antigua de todas las treponematosis, encontrándose evidencia de la infección en esqueletos de Homo erectus de 1.6 millones de años de antigüedad, en Kenia.
De acuerdo con los estudios realizados en esqueletos antiguos, la enfermedad se habría originado en África Oriental; luego se extendió con el hombre en las migraciones, y, tras sucesivas mutaciones, en el tiempo habría dado origen al bejel, y posteriormente, en Norteamérica, a la sífilis. Esta relación entre el pian y la sífilis se aduce como una de las posibles explicaciones del surgimiento de la enfermedad en Europa inmediatamente después del retorno de Cristóbal Colón.
Del siglo XVII, se tiene el reporte más antiguo con la descripción de las características de esta enfermedad en Sudamérica, escrito por Willem Piso, médico y naturalista holandés. En el año 1679 Thomas Sydenham, médico inglés, describió el pian como una enfermedad común entre los esclavos africanos y la asimiló a la sífilis.
Entre los años 1952 y 1964, la OMS y UNICEF ofrecieron ayuda a 46 países con el objetivo de erradicar las treponematosis endémicas. En total se trataron cerca de 50 millones de personas, y la prevalencia disminuyó en un 95%. Actualmente la OMS tiene como objetivo erradicar las treponematosis para 2020.

## Epidemiología
El pian ocurre en áreas tropicales, cálidas y húmedas, de África, América del Sur y Central, y el Sudeste Asiático. En estas zonas, las manifestaciones de la enfermedad aumentan en la estación lluviosa en comparación con la seca.
Antes de las campañas de erradicación de la OMS entre el año 1952 y 1964, el pian era endémico en por lo menos 85 países tropicales. Actualmente se sabe que es endémico en 12 países, y se está evaluando su situación en 71, mientras que Ecuador y la India han declarado haber detenido la transmisión de esta enfermedad. El 75% de los afectados son menores de 15 años, y afecta a hombres y mujeres por igual.

## Etiología
El pian es producido por el Treponema pallidum pertenue, perteneciente a un filo de bacterias Gram-negativas en forma de espiral denominadas espiroquetas. Este microorganismo está relacionado en forma muy cercana, tanto en morfología como en serología con otros treponemas —T. pallidum pallidum (sífilis), T. pallidum endemicum (bejel), T. carateum (pinta)—y se distingue fundamentalmente por el cuadro clínico que produce. Con elTreponema pallidum pallidum comparte el 99,8% del ADN.
La transmisión del pian ocurre por contacto directo, piel a piel, con los fluidos de las lesiones de una persona infectada, y se ve favorecida por la existencia de pequeñas heridas existentes previamente en la piel, o picaduras de insecto. La lesión inicial está repleta de bacterias, y es especialmente contagiosa en los niños que juegan juntos. Las lesiones tardías no son infecciosas.

## Cuadro clínico

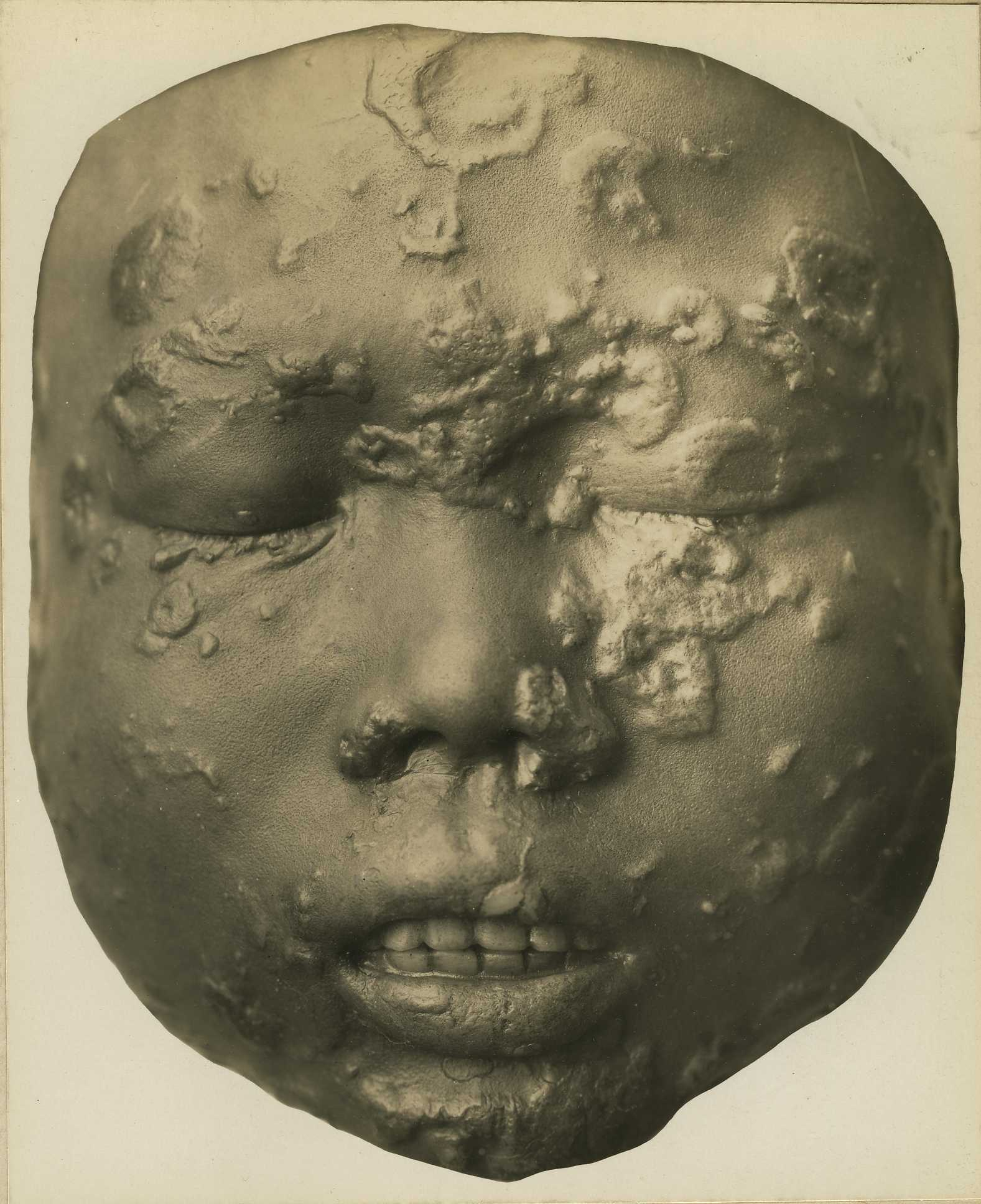
Reproducción en cera del rostro de un niño de 12 años con lesiones secundarias de pian, en Java

La enfermedad comienza 10 a 90 días después de la exposición a las espiroquetas, con la aparición de una lesión inicial o primaria en el sitio de infección, llamada «buba madre». Esta lesión inicial puede ser un nódulo que llega a medir 2 a 5 cm de diámetro, o una úlcera solitaria con un fondo rojo y húmedo, y está repleta de bacterias. En general es indolora, pero puede ser muy pruriginosa. En esta etapa, otros síntomas pueden incluir la aparición de una adenopatía (crecimiento de un ganglio linfático) y dolores articulares.

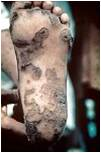
Hiperqueratosis plantar

Después de 3 a 6 meses, tras curarse la úlcera, la enfermedad entra en una breve latencia. Transcurrido un período de semanas a años aparecen las manifestaciones secundarias de la enfermedad. Las lesiones secundarias en la piel semejan a la buba madre, y aparecen en cara, brazos, piernas y glúteos, desaparecen lentamente y tienden a recurrir. En el denominado "pian de ladilla" aparecen placas hiperqueratóticas en la planta de los pies y la palma de las manos, que luego generan úlceras dolorosas abiertas en las plantas. Otras manifestaciones incluyen periostitis (inflamación de la capa más superficial del hueso) de la falange proximal de los dedos (dactilitis), o de huesos largos como el antebrazo, la tibia o el peroné. En esta etapa es común la fiebre y el malestar general.
Posteriormente, la enfermedad puede entrar nuevamente en latencia, y, en aproximadamente 10% de los afectados, empezar a desarrollar las manifestaciones terciarias de la enfermedad después de 5 o más años. Estas incluyen lesiones tipo goma que destruyen los tejidos blandos. Por la destrucción de los huesos pueden producirse desfiguraciones alrededor de la nariz (gangosa o rinofaringitis mutilante) o incurvamientos anormales de la tibia (tibia en sable). Una manifestación extremadamente rara, hoy inexistente, llamada goundou, ocurría cuando se generaba un crecimiento anormal de los huesos maxilares, en la zona paranasal. Estos tumores podían crecer mucho en tamaño e incluso obstruir el campo visual de la persona.
Se cree que, a diferencia de la sífilis, el pian no genera daño al sistema cardiovascular ni nervioso, y tampoco existiría afectación del feto en el caso de las embarazadas, aunque se ha encontrado en autopsias realizadas entre los años 20 y 50 una gran prevalencia de aortitis (inflamación de la aorta) muy similar a la producida por la sífilis, en zonas endémicas de pian.

## Diagnóstico
Para el diagnóstico de esta enfermedad muchas veces solo basta las características clínicas del paciente, asociado a un contexto epidemiológico. En el caso del diagnóstico de laboratorio, las pruebas solo permiten detectar la presencia de una treponematosis, sin distinguir cual, incluyendo la sífilis. Estas pruebas incluyen la observación directa de la bacteria conseguida de una lesión activa a través de un microscopio de campo oscuro, y pruebas serológicas. Las pruebas serológicas se dividen en "no treponémicas" y "treponémicas" dependiendo de los antígenos que son detectados en la reacción.
Las pruebas no treponémicas más habituales son el RPR y el VDRL. Estas pruebas son baratas y efectivas, pero tienen el inconveniente de entregar falsos positivos, por lo que el resultado se debe confirmar con una prueba treponémica. Una ventaja de estas pruebas es que sirven para probar la efectividad del tratamiento, ya que normalmente dejan de dar resultados positivos cuando existió cura de la enfermedad.
Las pruebas treponémicas incluyen el FTA-ABS, el ensayo de aglutinación de partículas de Treponema pallidum (TPPA por sus siglas en inglés), Western blot y múltiples otras pruebas. Estas pruebas son más específicas, pero permanecen positivas por un largo tiempo, incluso de por vida, a pesar del tratamiento, por lo que no pueden ser usadas para probar la cura.

## Tratamiento

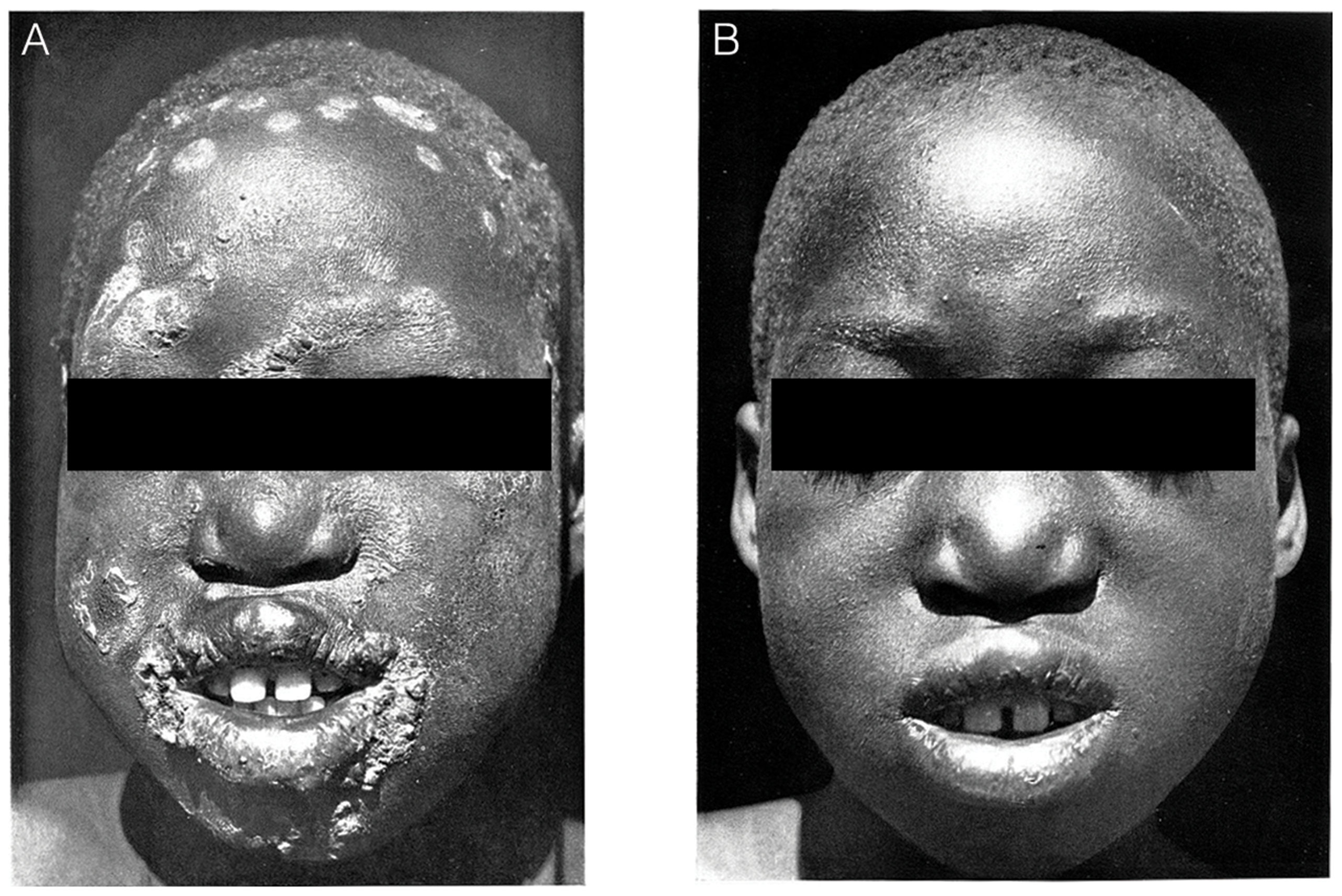
A: Lesiones de pian en la cara de un niño en los años 50
B: El mismo paciente 2 semanas después de administrársele una inyección de penicilina benzatina.

El tratamiento más habitual del pian era una única inyección intramuscular de penicilina benzatina, en una dosis de 1 200 000 unidades para adultos, y 600 000 unidades para niños. Este ha sido el tratamiento principal y el usado en las campañas de erradicación de la enfermedad a mediados del siglo XX.
La administración de una sola dosis oral de azitromicina de 30 mg/kg ha demostrado ser igual de efectiva que la penicilina, con la ventaja de ser de administración oral y no inyectable, lo que aumenta la aceptabilidad por parte de la población. Esto llevó a la OMS a plantear el uso de azitromicina en los nuevos esfuerzos para erradicar la enfermedad.

## Erradicación
La prevalencia global del pian se redujo gracias al programa de control global de las treponematosis (Global Control of Treponematoses, TCP) entre 1952 y 1964 desde los 50 -150 millones de casos hasta los aproximadamente 2,5 millones (una reducción del 95%). Al término del programa, la vigilancia epidemiológica del pian pasó a formar a los sistemas de atención primaria de los países afectados. Sin embargo, la erradicación incompleta condujo a una resurgencia del pian en 1970 con un número mayor de casos descritos en la región de África Occidental.
El pian es una enfermedad relativamente fácil de erradicar. Los humanos son probablemente el único reservorio de la infección.
En abril de 2012 la OMS decidió iniciar una nueva campaña global para la erradicació del pian. Según la hoja de ruta oficial la eliminación debería conseguirse en 2020. Por ahora, parece  haberse conseguido cierto éxito, puesto que no se ha descrito ningún caso en la India desde 2004.
La estrategia de erradicación del pian consiste en realizar una administración masiva de medicamento (MDA) que incluya toda la población de las comunidades donde hay pian con una dosis de 30 mg/kg de azitromicina, hasta un máximo de 2 g, con un objetivo de cobertura de al menos el 90%. Dos o tres tandas de este tratamiento serían suficientes para interrumpir la transmisión de la infección.
El médico e investigador español Oriol Mitjà ha protagonizado grandes avances para la erradicación del pian, a raíz de su trabajo en Papúa Nueva Guinea, por lo que recibió numerosos reconocimientos, entre otros el premio Fundación Príncipe de Girona de Ciencia en 2013. Mitjà empezó a trabajar en un hospital de la isla de Lihir, en Papúa Nueva Guinea, en 2010, donde observó la gran prevalencia de esta infección en los menores. A raíz de este hecho lideró un estudio, desde el Centro de Investigación de la Salud de Barcelona (CRESIB, actualmente integrado en el Instituto de Salud Global de Barcelona) para encontrar un nuevo tratamiento más barato y fácil de administrar, basado en una sola dosis de azitromicina por vía oral. La tesis doctoral de Mitjà, presentada en 2012, giró en torno a esta investigación. La revista The Lancet, publicó su estudio, por lo que recibió el reconocimiento de la comunidad científica, y la OMS lo nombró asesor en materia de Enfermedades tropicales desatendidas. Con las recomendaciones de Mitjà se plantea el reto de que el pian pueda acabar siendo la segunda enfermedad erradicada del planeta, después de la viruela. Desafortunadamente, se está observando un aumento de la resistencia a dicho tratamiento, lo que ha impedido frenar la transmisión de la enfermedad.